# Итцехо
Итцехо́ (нем. Itzehoe [ɪtsəˈhoː]) — город в Германии, районный центр, расположен в земле Шлезвиг-Гольштейн.
Входит в состав района Штайнбург. Население составляет 32 368 человек (на 31 декабря 2010 года). Занимает площадь 28,03 км². Официальный код — 01 0 61 046.
Город подразделяется на 9 городских районов.

## Фотографии

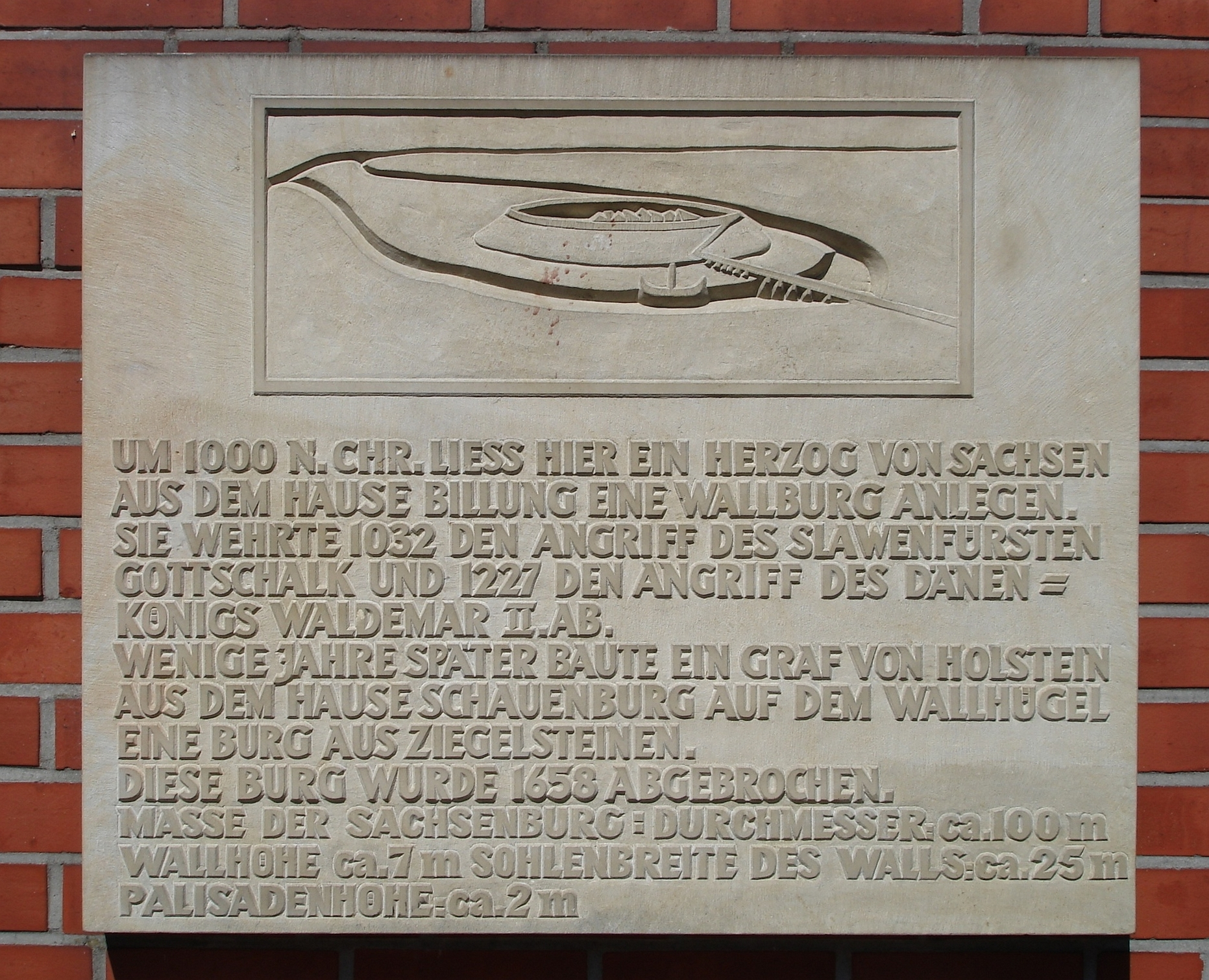
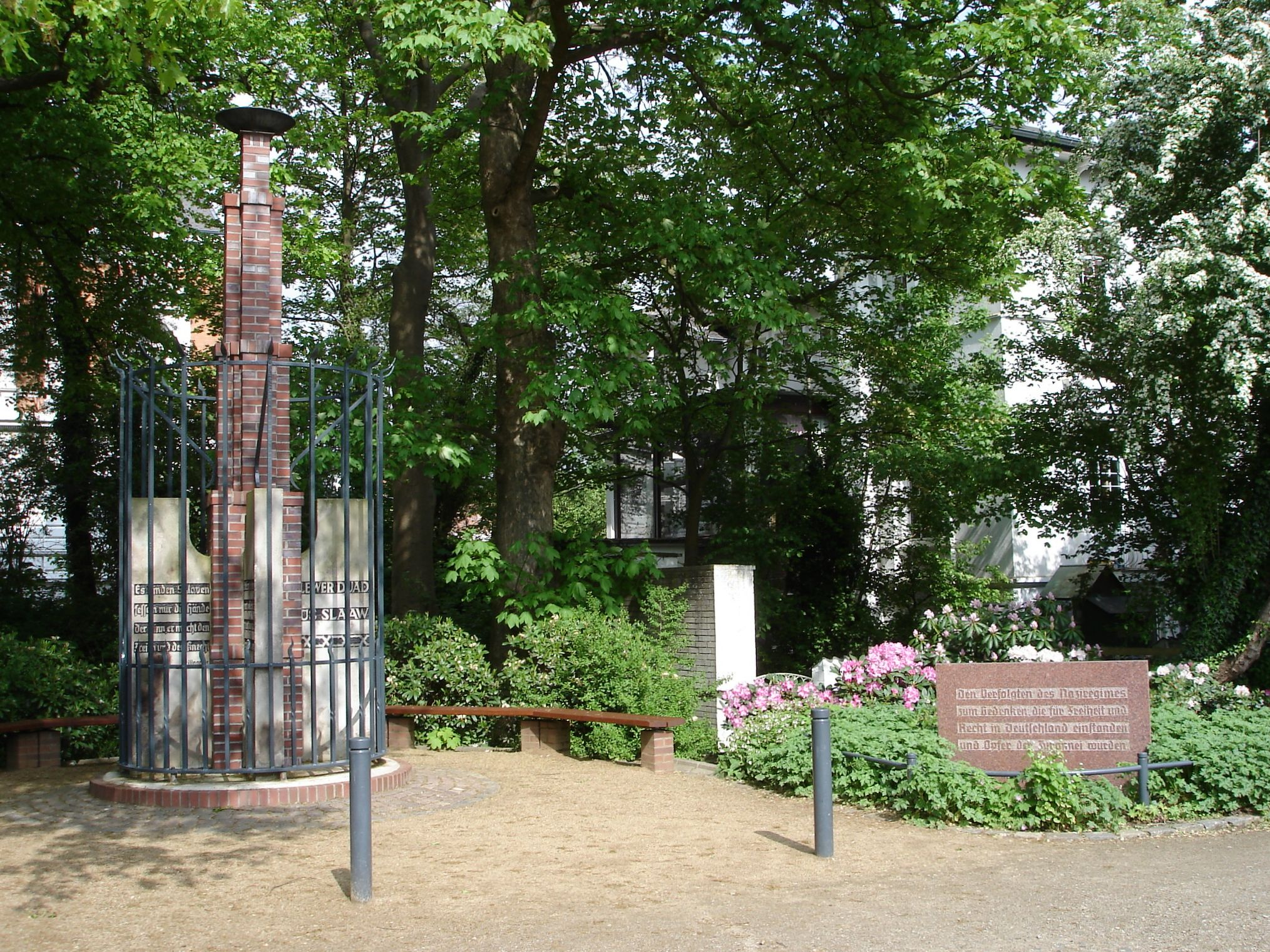
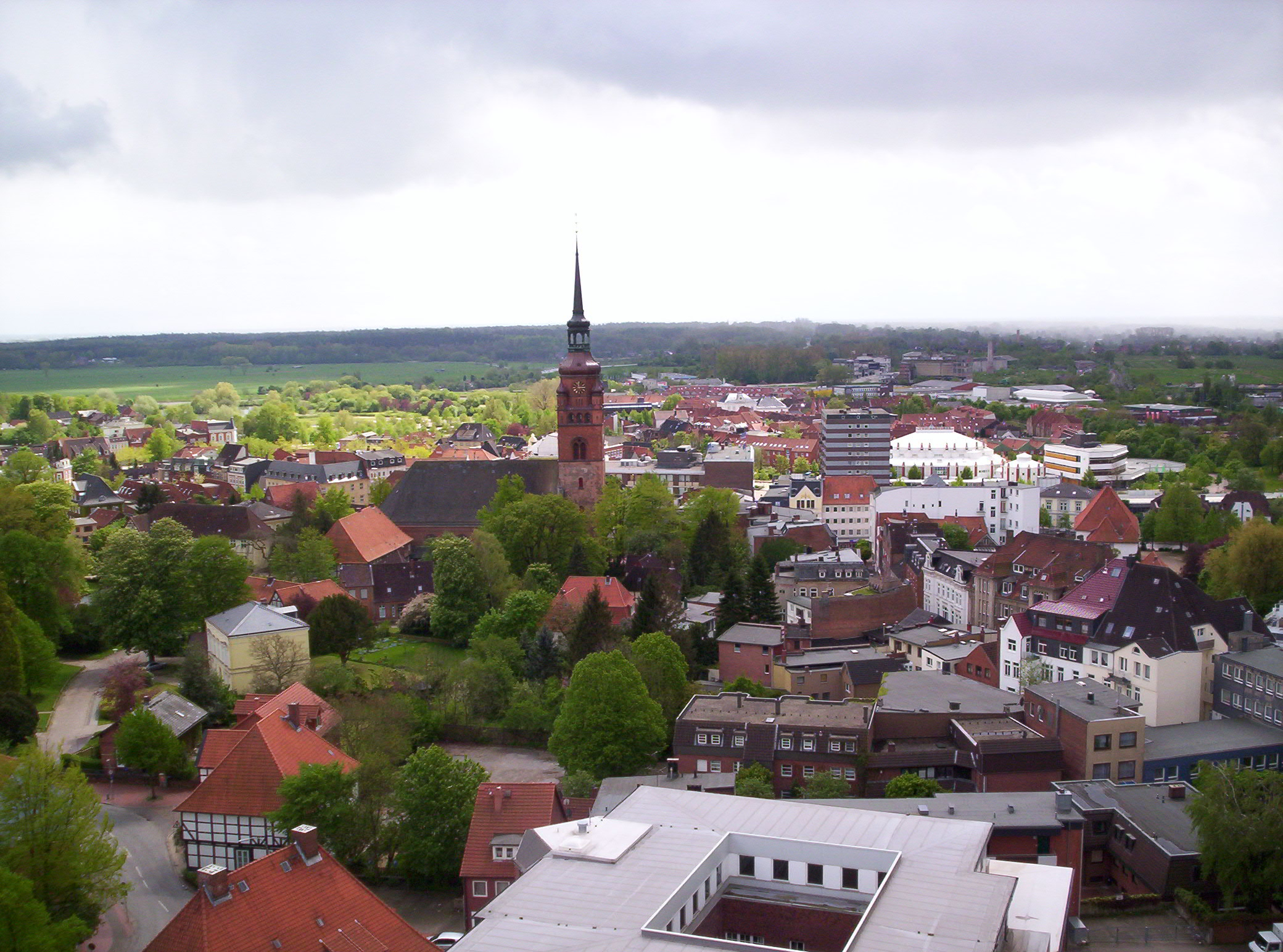
Башня
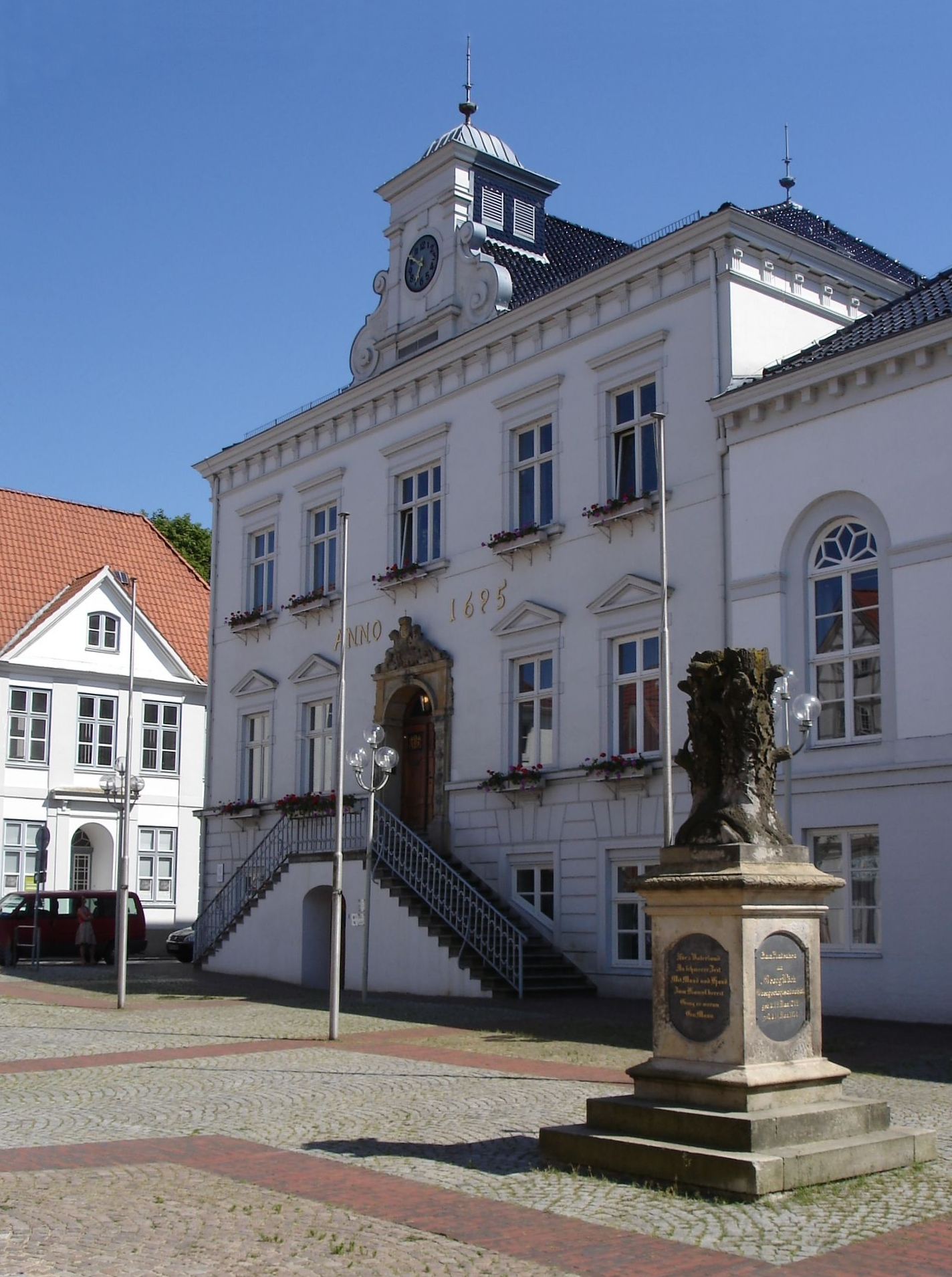
Ратуша
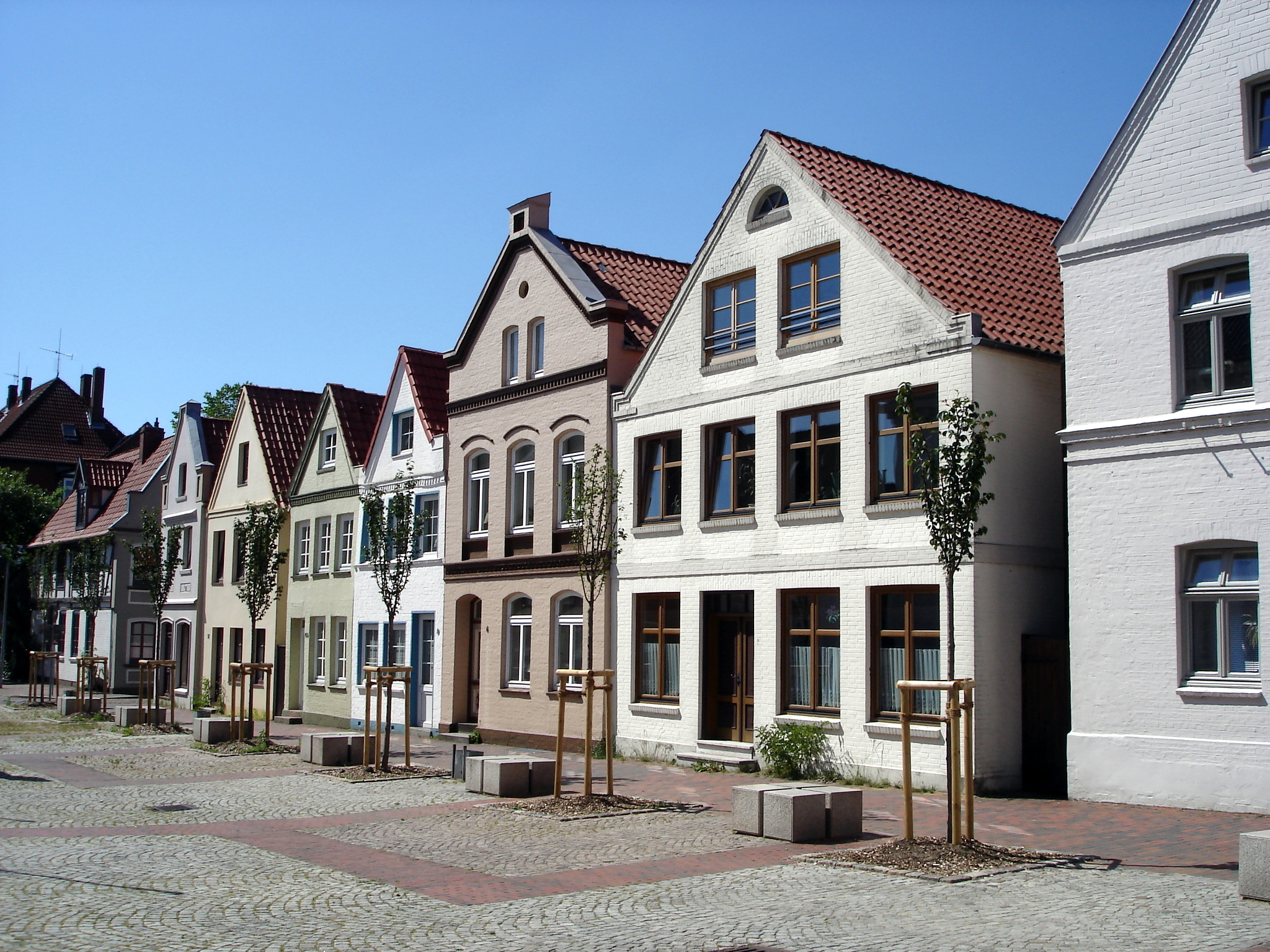
Ратуша
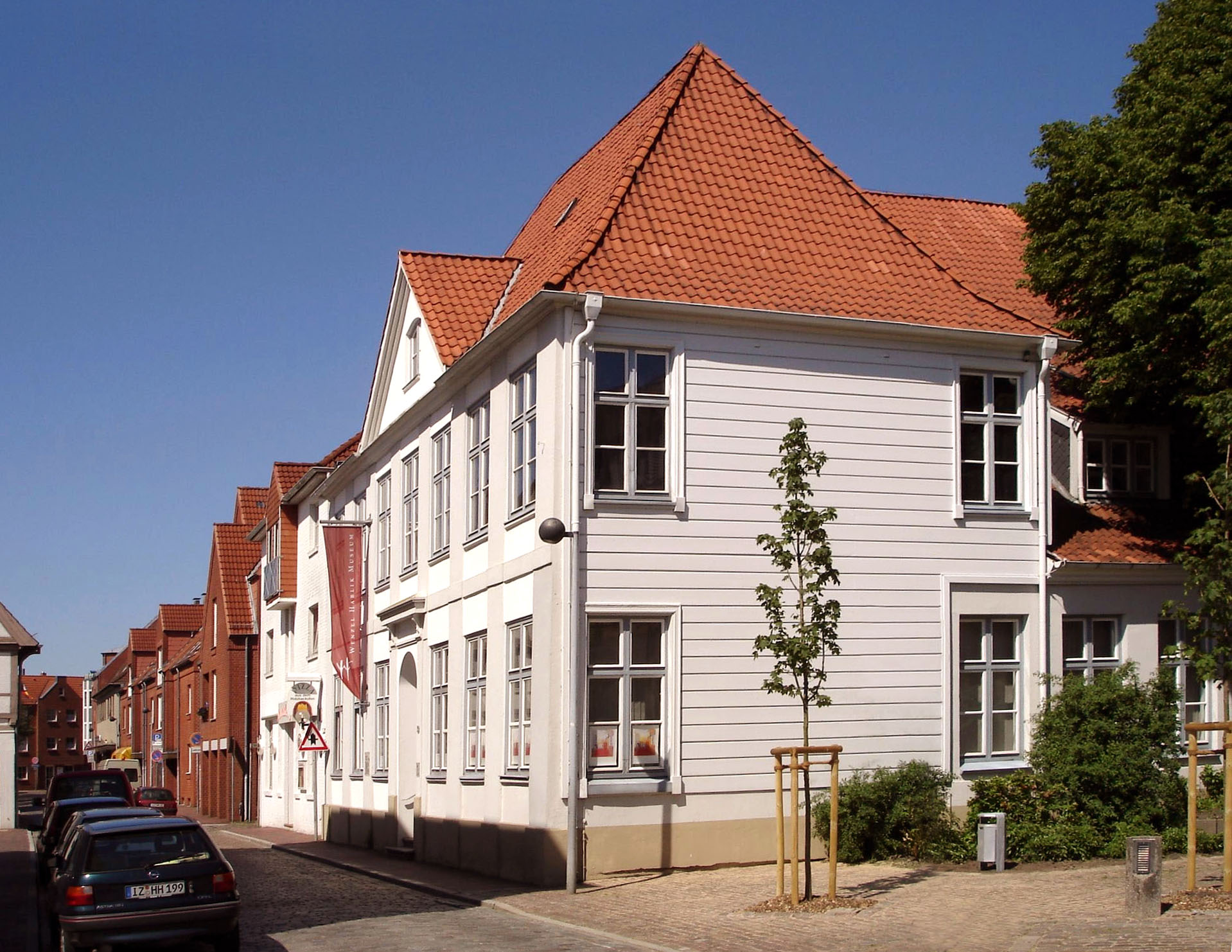
Музей
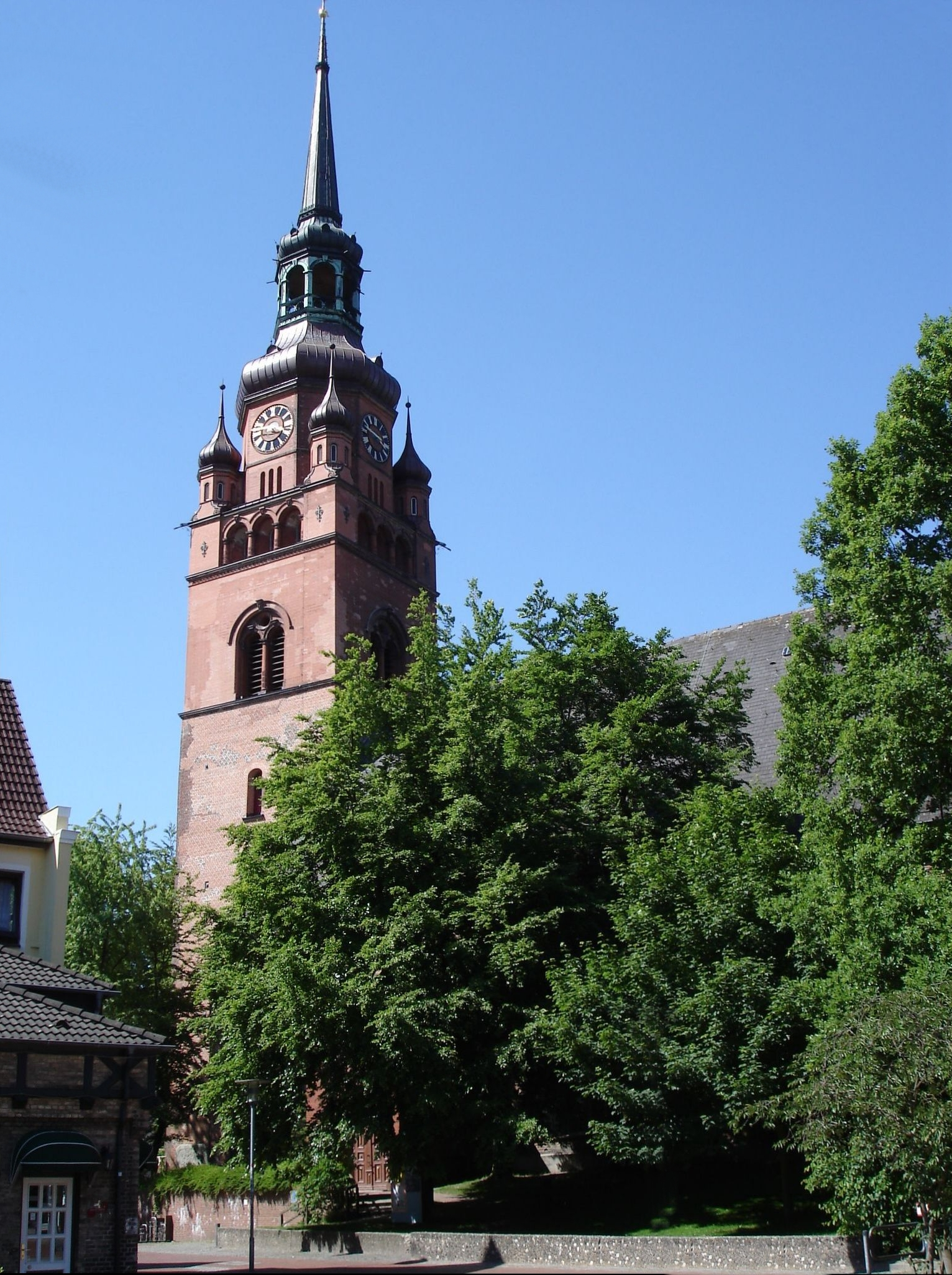
Церковь